# 东荷尔斯泰因县
东荷尔斯泰因县（Kreis Ostholstein）是德国石勒苏益格-荷尔斯泰因州的一个县，首府奥伊廷。